# Sinan Hasani
Sinan Hasani (em sérvio cirílico: Синан Хасани}}; 14 de maio de 1922 - 28 de agosto de 2010 ) foi um romancista, estadista, diplomata e ex-Presidente da Presidência da Iugoslávia, uma forma rotativa de liderança executiva, que lhe tornou o Presidente da Iugoslávia também. Era de origem albanesa, da região sul do Kosovo.